# Gerhard Glokke
Gerhard Glokke, nemški general, * 26. november 1884, † 5. junij 1944.